# علی حسن کمال
علی حسن کمال (عربی: علي حسن كمال؛ زادهٔ ۷ مارس ۱۹۸۶) بازیکن فوتبال اهل عراق است.
از باشگاه‌هایی که در آن بازی کرده‌است می‌توان به باشگاه ورزشی القطر، باشگاه ورزشی الخریطیات، باشگاه ورزشی الخور، و باشگاه فوتبال الشعله اشاره کرد.
وی همچنین در تیم ملی فوتبال عراق بازی کرده‌است.